# Khanna Omarkhali
Khanna Omarkhali (auch Khanna Usoyan, kurmandschi Xana Omerxalî, * 1981 in Jerewan, ArSSR) ist eine russisch-deutsche  Forscherin und  Akademikerin.
Sie befasst sich mit Geschichte, Kultur und Religion der Jesiden.

## Werdegang
Sie lebte in Sankt Petersburg in Russland. Derzeit arbeitet sie in Deutschland. Sie hat in der Universität Göttingen gearbeitet und arbeitet jetzt in der Freien Universität Berlin.
Omarkhali gehört der jesidischen Kaste der Pir an.